# Bolsa ecológica

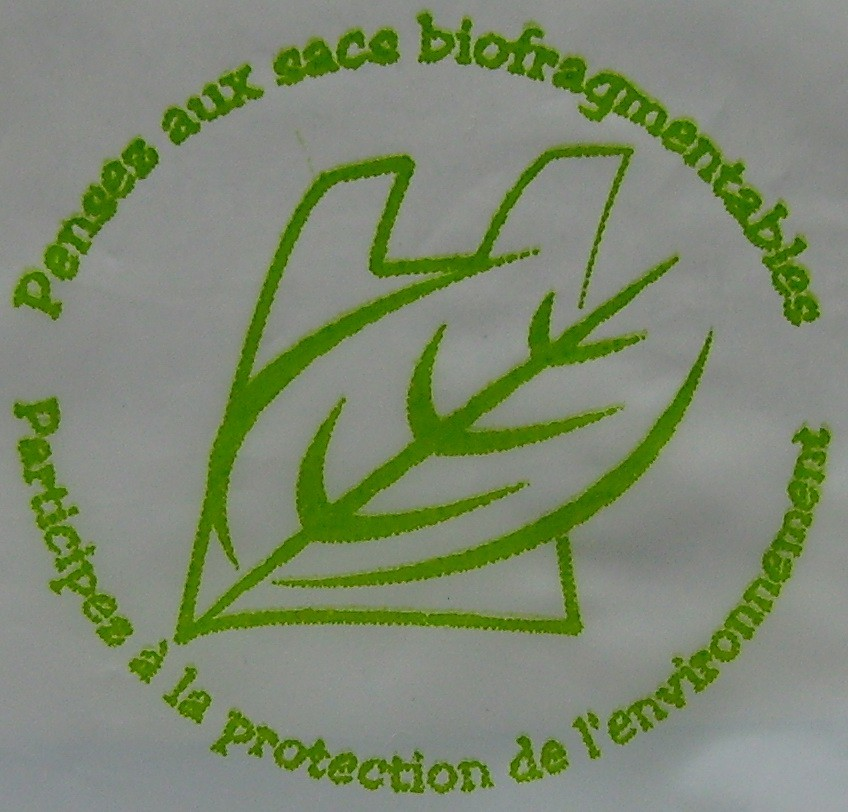
Una bolsa de compras de plástico biodegradable

El principal propósito las bolsas ecológicas es reducir el uso de bolsas contaminantes para el medio ambiente o bolsas de polietileno. Estas últimas suponen gran parte del 49% de residuos plásticos de un solo uso de los 150 millones de kilogramos de plástico del total de basura marina.
Las bolsas de polietileno tardan entre 10 y 20 años en degradarse completamente en los océanos y entre 500 y 1000 años en vertederos. Según el Programa de las Naciones Unidas para el Medio Ambiente (PNUMA) se utilizan cinco billones de bolsas de plástico al año, llegando un 17% de ellas a mares y océanos, dañando su flora y fauna. Cien mil organismos marinos mueren al año por ingerir plásticos en vez de su dieta habitual. Esto también afecta a la alimentación humana porque está demostrado la existencia de microplásticos en sal de mesa.
Cómo disminuir la cantidad de estos desechos es un tema de estudio para muchos investigadores. Por ejemplo, fue descubierto por el CSIC y la Universidad de Málaga el uso de las pieles de tomate para la producción de polímeros con características parecidas al plástico con las que se podría crear bolsas biodegradables.
Esta idea se difundió alrededor de todo el mundo y se adoptó a nivel global, aunque no de manera determinante. Podemos encontrar gran cantidad de bolsas ecológicas compostables en el mercado, tanto en las tiendas independientes como en Internet. Poco a poco, este tipo de bolsas son utilizadas por más personas alrededor del mundo que son conscientes de la problemática y pretenden ayudar a minimizar el daño causado por las bolsas de plástico. En muchos países del mundo la venta y distribución de bolsas de polietileno ha sido prohibida por ley. Por ejemplo, en España el Ministerio de Agricultura, Alimentación y Medio Ambiente (MAGRAMA) lo prohibió a través de diferentes planes y proyectos. De este modo, España es uno de los países pertenecientes a la Unión Europea que más avanzado está en la reducción del consumo de deshechos de plástico.
Existen diferentes tipos de bolsas ecológicas. Pueden ser de papel, de plástico o de tela. Las de papel provienen de papel reciclado de revistas, Tetra Brick, cartón, etc. Las de plástico provienen de otros de plástico, también reciclado. Se suman las bolsas ecológicas de tela, provenientes de la reutilización del plástico PET, Tereftalato de polietileno. Es importante que se reutilicen las bolsas que se encuentran en los hogares, de esta manera se está ayudando al medio ambiente.